# Корнель, Тома
Тома́ Корне́ль (1625—1709) — французский драматург и либреттист, младший брат Пьера Корнеля.

## Биография
Братья Пьер и Тома никогда не расставались; их жёны были родными сёстрами. Тома воспитывался в иезуитской школе в Руане; был адвокатом при руанском парламенте, но бросил службу ради литературы и поселился в Париже. Написал 42 пьесы для театра, начав с подражаний Кальдерону в комедиях: «Обязательства случая» (Engagements du hasard, 1647), «Мнимый астролог» (Le Feint Astrologue, 1648), «Дон Бертран де Сигарраль» (Don Bertrand de Cigaral, 1650). Затем продолжал писать в том же модном тогда духе испанских комедий интриги.
В ноябре 1656 года в Театре Марэ была поставлена его трагедия «Тимократ», на долю которой выпал наибольший сценический успех XVII века. Популярность трагедии объясняется романической запутанностью фабулы, позаимствованной из романа Ла Кальпренеда «Клеопатра». На протяжении полугода пьеса шла при полном аншлаге в двух театрах: Марэ и Бургундский отель.
Из более поздних трагедий громадным успехом пользовались «Береника» (Bérénice, 1657), «Дарий» (Darius, 1659), «Камма» (Camma, 1661), «Теодат» (Théodat, 1670) и «Ариадна» (Ariane, 1670). Из написанных им в то время комедий выделяется «Каменный гость» (Festin de Pierre, 1679) — стихотворная переработка мольеровского «Дон Жуана».
Кроме того, Тома Корнель написал либретто к операм Люлли «Психея» (Psyché, 1678) и «Беллерофонт» (Bellerophon, 1679), опере Шарпантье «Медея» (Médée, 1693) и множество других пьес самого разнообразного характера. Ему принадлежат переводы Овидия и «История французской монархии».
Как член французской академии, Тома Корнель принимал деятельное участие в работах по словарю и, после издания последнего, напечатал в 1694 году двухтомное приложение к нему. Издал также «Всеобщий историко—географический словарь» (Dictionnaire universel géographique et historique, 1708). 
Умер почти в бедности.

## Особенности драматургии
Драматические произведения Тома Корнеля обнаруживают искусство в ведении фабулы, умение разнообразить её инцидентами, но манера писать у него очень бесцветная, риторичная, далекая от силы его брата. Некоторые критики утверждают, что слава великого Корнеля помешала литературному успеху его брата; но гораздо более оснований предполагать, что память о Тома сохранилась именно благодаря его родству с Пьером Корнелем. 